# リッチー・バイラーク
リッチー・バイラーク（Richie Beirach、1947年5月23日 - ）は、アメリカのジャズ・ピアニスト、作曲家。

## 略歴

### 生い立ち
バイラークはニューヨークで生まれた。当初は、クラシック音楽とジャズの両方を学んでいた。まだ高校に通っている間、ピアニストのレニー・トリスターノからレッスンを受けた。バイラークは後にバークリー音楽大学に入学。1年後、バークリーを離れ、マンハッタン音楽学校に通い始めた。そこにいる間、彼はLudmilla Ulehlaに師事した。1972年、音楽理論と作曲の修士号を取得し、マンハッタン音楽学校を卒業した。

### キャリア
1972年にバイラークはスタン・ゲッツと共に演奏し始めた。また、チェット・ベイカーとも演奏した。バイラークは、1960年代後半から現在まで、Lookout Farmやとクエストといったグループで、デイヴ・リーブマンとの継続的な音楽パートナーシップを維持してきた。さらに、リーブマンとバイラークは頻繁にデュオとして演奏し、録音している。
バイラークの作曲した作品のいくつか（たとえば「Leaving」や「Elm」）は、ジャズのスタンダードなレパートリーとして取り入れられている。

### 演奏スタイル
バイラークのスタイルは、アート・テイタム、ビル・エヴァンス、マッコイ・タイナー、チック・コリア、および彼の初期のクラシック・トレーニングの影響を受けている。それはまた、最高クラスに数多いタッチによって個性的なものとなっている。

## ディスコグラフィ

### リーダー・アルバム
- 『ナーディス』 - Eon (1975年、ECM)
- 『メソースラ』 - Methuselah (1975年、Trio)
- 『ファーザー・タイム』 - Father Time (1975年、Enja) ※with フランク・トゥサ、デイヴ・リーブマン、バダル・ロイ、ジェフ・ウィリアムス
- 『遺忘夢幻』 - Forgotten Fantasies (1976年、Horizon) ※with デイヴ・リーブマン
- 『ザル』 - Zal (1976年、Trio) ※with 日野皓正、増尾好秋
- 『リーヴィング』 - Leaving (1976年、Trio) ※with ジェレミー・スタイグ
- 『サンデイ・ソング』 - Sunday Song (1976年、Trio) ※with フランク・トゥサ
- 『ヒューブリス』 - Hubris (1977年、ECM)
- 『カフナ』 - Kahuna (1978年、Trio) ※with 富樫雅彦
- 『オマータ』 - Omerta (1978年、Trio) ※with デイヴ・リーブマン
- 『エルム』 - Elm (1979年、ECM)
- 『津波』 - Tidal Wave (1980年、Trio) ※with 富樫雅彦
- 『エレジー〜ビル・エヴァンスに捧ぐ』 - Elegy For Bill Evans (1981年、Trio)
- Rendezvous (1981年、International Phonograph) ※with ジョージ・ムラーツ
- 『ピアノ・ソロ〜朝露の輝き』 - Live In Tokyo “Solo Concert” (1982年、Trio)
- 『ブリージング・オブ・スタチューズ』 - Breathing Of Statues (1982年、CMP)
- 『コンティニュアム』 - Continuum (1984年、Eastwind)
- 『ダブル・エッジ』 - Double Edge (1985年、Storyville) ※with デイヴ・リーブマン
- 『エアーズ・ロック』 - Ayers Rock (1985年、Polydor) ※with 富樫雅彦、日野皓正
- 『バラッド』 - Ballads (1986年、CBS/Sony)
- Antarctica (1986年、Pathfinder)
- 『エメラルド・シティ』 - Emerald City (1987年、Pathfinder) ※with ジョン・アバークロンビー
- 『バラッド2』 - Ballads II (1987年、CBS/Sony)
- 『トリビュート・トゥ・ジョン・コルトレーン〜セレクト・ライブ・アンダー・ザ・スカイ '87』 - Tribute To John Coltrane - Live Under The Sky (1987年、Columbia) ※with ウェイン・ショーター、エディ・ゴメス、ジャック・ディジョネット、デイヴ・リーブマン
- 『コモン・ハート』 - Common Heart (1988年、Owl)
- 『ウォーター・リリーズ』 - Water Lillies: Richie Beirach Plays Musical Portraits of Claude Monet (1988年、Sony Japan)
- 『音』 - Chant (1990年、CMP) ※with デイヴ・リーブマン
- 『二重奏 (ダブル・ファンタジー)』 - Convergence (1990年、Triloka) ※with ジョージ・コールマン
- 『残像』 - Some Other Time (A Tribute To Chet Baker) (1990年、Triloka) ※with マイケル・ブレッカー、ランディ・ブレッカー、ジョージ・ムラーツ、アダム・ナスバウム、ジョン・スコフィールド
- 『インティメイト・カンヴァセーション』 - Intimate Conversation (1991年、Ken Music) ※with コンラッド・ハーウィッグ
- 『高雅で感傷的なプレリュード』 - Inamorata (1991年、EAU)
- The Duo Live (1991年、Advance Music) ※with デイヴ・リーブマン
- Sunday Songs (1992年、Blue Note)
- 『ラウンド・ミッドナイト』 - Maybeck Recital Hall Series • Volume Nineteen (1992年、Concord Jazz)
- 『別れの曲』 - Themes and Impromptu Variations (1992年、EAU)
- 『セルフ・ポートレイツ』 - Self Portraits (1992年、CMP)
- Richard Beirach - Terumasa Hino - Masahiko Togashi (1993年、Konnex) ※with 富樫雅彦、日野皓正
- 『ユニヴァーサル・マインド』 - Universal Mind (1993年、Steeplechase) ※with アンディ・ラヴァーン
- 『ソー・ホワット〜プレイズ・マイルス・コネクション』 - Too Grand (1994年、SteepleChase) ※with アンディ・ラヴァーン
- 『ソロ・ピアノ・リサイタル』 - Solo Piano Recital - Live In Japan (1995年、Les Jours De Zyugemu)
- 『スノー・レパード』 - The Snow Leopard (1996年、Alfa Jazz)
- 『トラスト』 - Trust (1996年、Evidence) ※リッチー・バイラーク・トリオ名義
- Reunion Of Old Spirits (1997年)
- 『フリーダム・ジョイ』 - Freedom Joy (1998年、Trial) ※with 富樫雅彦
- Expressions (1998年、Hornblower Recordings) ※with ヘンリク・フリスク
- 『ニューヨーク・ラプソディ』 - New York Rhapsody (1998年、Onoff) ※with グレゴール・ヒューブナー
- 『恋とは何でしょう』 - What Is This Thing Called Love? (1999年、Venus) ※リッチー・バイラーク・トリオ名義
- 『コンプリート・ソロ・コンサート1981』 - Complete Solo Concert 1981 (2000年、PJL)
- Round About Bartok (2000年、ACT) ※with グレゴール・ヒューブナー、ジョージ・ムラーツ
- 『ラウンド・アバウト・フェデリコ・モンポウ』 - Round About Federico Mompou (2001年、ACT) ※with グレゴール・ヒューブナー、ジョージ・ムラーツ
- 『ロマンティック・ラプソディ』 - Romantic Rhapsody (2001年、Venus) ※リッチー・バイラーク・トリオ名義
- 『哀歌』 - No Borders (2002年、Venus) ※リッチー・バイラーク・トリオ名義
- Round About Monteverdi (2003年、ACT) ※with グレゴール・ヒューブナー、ジョージ・ムラーツ
- The Duo Session (2005年、NABEL) ※with ローリー・アントニオーリ
- Lonely House - Kurt Weill Songs (2005年、Laika)
- 『マンハッタンの幻想』 - Manhattan Reverie (2006年、Venus) ※リッチー・バイラーク・トリオ名義
- Duality - The First Ten Years (2007年、Niveau) ※with グレゴール・ヒューブナー
- 『サマー・ナイト』 - Summer Night (2008年、Venus) ※リッチー・バイラーク・トリオ名義
- Crossing Over (2008年、Niveau)
- 『ジャズ・アダージョ』 - Jazz Adagio (2009年、Venus)
- Quest For Freedom (2010年、Sunnyside) ※with デイヴ・リーブマン
- Unspoken (2011年、Outnote) ※with デイヴ・リーブマン
- Impressions Of Tokyo (2011年、Outnote) ※ジャケットにはデザインで『東京点描』の表記がある
- Knowinglee (2011年、OutNote) ※with リー・コニッツ、デイヴ・リーブマン
- Live At Alte Kirche Boswil (2012年、KulaK) ※with グレゴール・ヒューブナー、ジョージ・ムラーツ
- Varuna (2015年、Origin) ※with ローリー・アントニオーリ
- Balladscapes (2016年、Intuition) ※with デイヴ・リーブマン
- Studio Konzert (2016年、Neuklang) ※リッチー・バイラーク・ヨーロピアン・カルテット名義
- Live At Birdland New York (2017年、ACT) ※with グレゴール・ヒューブナー
- Gaia (2017年、JazzSick) ※リッチー・バイラーク・トリオ名義
- Inborn (2018年、Jazzline)
- Eternal Voices (2019年、Jazzline) ※with デイヴ・リーブマン
- Crossing Borders (2019年、Zoho) ※with グレゴール・ヒューブナー、WDRビッグ・バンド
- Live (2019年、JazzSick) ※with Reiner Witzel、Joscha Oetz、クリスチャン・シェウバー
- Avala (2020年、JazzSick) ※with クリスチャン・シェウバー
- Leaving (2022年、Jazzline)

### クエスト
- 『クエスト』 - Quest (1981年、Trio)
- 『クエストII』 - Quest II (1987年、Storyville)
- Quest III: Midpoint – Live at Montmartre (1987年、Storyville)
- 『N.Y.ナイツ：スタンダーズ』 - N.Y. Nites: Standards (1988年、Storyville)
- 『ナチュラル・セレクション』 - Natural Selection (1988年、Evidence)
- 『オブ・ワン・マインド』 - Of One Mind (1990年、CMP)
- Redemption: Quest Live in Europe (2007年、HatOLOGY)
- Re-Dial: Live in Hamburg (2010年、Outnote)
- Live in Paris 2010 (2013年、Vaju Prod.) ※ダウンロードのみ。未CD化
- 『サーキュラー・ドリーミング：プレイズ・ザ・マイルス・デイヴィス60's』 - Circular Dreaming: Quest Plays the Music of Miles' 60's (2013年、Enja)

### 参加アルバム
ジョージ・アダムス
- 『サウンド・サジェスチョンズ』 - Sound Suggestions (1979年、ECM)

ジョン・アバークロンビー
- 『アーケイド』 - Arcade (1978年、ECM)
- 『ブルー・ウルフ』 - Abercrombie Quartet (1979年、ECM)
- 『ラプソディー』 - M (1980年、ECM)

ジョン・スコフィールド
- 『ライヴ』 - John Scofield Live (1978年、Enja)

チェット・ベイカー
- 『ユー・キャント・ゴー・ホーム・アゲイン』 - You Can't Go Home Again (1977年、Horizon)
- 『ザ・ベスト・シング・フォー・ユー』 - The Best Thing for You (1989年、A&M) ※1977年録音

デイヴ・リーブマン
- 『ファースト・ビジット』 - First Visit (1973年、Philips)
- 『ルックアウト・ファーム』 - Lookout Farm (1973年、ECM)
- 『ドラム・オード』 - Drum Ode (1974年、ECM)
- 『スウィート・ハンズ』 - Sweet Hands (1975年、Horizon)
- Light'n Up, Please! (1976年、Horizon)
- 『ペンデュラム』 - Pendulum (1978年、Artists House)

ジェレミー・スタイグ
- Temple of Birth (1975年、Columbia)
- 『ファイアーフライ』 - Firefly (1977年、CTI)

スティーヴ・デイヴィス
- Explorations and Impressions (1997年、Double-Time)

ロン・マクルーア・トリオ
- Inspiration (1991年、Ken)